# Кемп-Лемоньє
Кемп-Лемоньє (англ. Camp Lemonnier) — діюча база американських збройних сил, розташована поруч із міжнародним аеропортом Джибуті у місті Амбоулі, Джибуті, де розташована Об'єднана оперативна група Африканського Рогу (CJTF-HOA) Африканського командування США. Це єдина постійна військова база США в Африці. База керується регіональним управлінням ВМС США «Європа, Африка, Південно-Західна Азія»; CJTF-HOA є найвідомішою командою орендарів, розташованою на об'єкті станом на 2008 рік.
Кемп-Лемоньє спочатку був створений як гарнізон французького Іноземного легіону. У 2002 році США орендували базу у Джибуті разом з правом користування сусідніми аеропортом і портовими спорудами. База підтримує операцію «Нескорена свобода — Африканський Ріг» (OEF-HOA) і є центральною частиною мережі з приблизно шести американських баз безпілотників і розвідувальних баз, що розташовані по всьому континенту. Останні авіабази є меншими та працюють із віддалених ангарів, розташованих у місцевих військових базах або цивільних аеропортах. Завдяки своєму стратегічному розташуванню Camp Lemonnier також служить центром для повітряних операцій у регіоні Перської затоки.
Джибуті має стратегічне розташування біля Баб-ель-Мандебської протоки, яка відокремлює Аденську затоку від Червоного моря та контролює підходи до Суецького каналу. Через таку стратегічну значущість у країні розташовано багато інших іноземних військових баз, у тому числі китайська військово-морська база, французька авіабаза, італійська база підтримки та японська база.
На відміну від французьких військ, яким дозволений вільний вхід до міста Джибуті та спілкування з місцевими жителями, американські військові можуть залишати Кемп-Лемоньє лише за спеціальним дозволом, і більша частина міста Джибуті закрита.